# Окрасочно-сушильная камера
Окрасочно-сушильная камера (или покрасочно-сушильная камера) — это помещение или герметичная кабина, в которых проводится нанесение лакокрасочного покрытия (ЛКП) на предварительно подготовленные поверхности. В некоторых случаях при дефиците пространства или при отсутствии требований к высокой производительности участка в камере могут проводиться другие операции: нанесение шпаклевки, шлифовка, обезжиривание поверхности. Это часто встречается при окраске крупногабаритных и сложных изделий, таких как самолеты, вертолеты, большие металлоконструкции (элементы нефтяных платформ), суда и пр.
Когда речь идет об окрасочно-сушильной камере, то прежде всего имеется ввиду камера для нанесения жидких лакокрасочных материалов (ЛКМ) на сольвентной или водной основе. Такие камеры не применимы для нанесения порошкового покрытия. В дальнейшем описание проводится только для камер нанесения жидких ЛКМ.

## Назначение
Окрасочно-сушильные камеры обычно используются как самостоятельная единица оборудования. При наличии линии по нанесению ЛКМ для достижения ее высокой производительности процессы окраски и сушки разделяются пространственно. В этом случае используются отдельно камера окраски и камера сушки. Кроме повышения производительности такое разделение способствует снижению капитальных и эксплуатационных затрат, потребления энергоресурсов (в расчете на единицу продукции).

## Основные функции
К основным функциям окрасочно-сушильной камеры относятся:
- Подача в зону проведения работ воздуха, очищенного от атмосферных аэрозолей и пыли. Содержащиеся в окружающем воздухе частицы захватываются факелом распыла и попадают на поверхность, создавая так называемую сорность.
- Удаление опыла[1] из зоны работ. В результате турбулентного движения воздуха подсушенные частицы краски могут оседать на свежеокрашенной поверхности не растекаясь, образуя шероховатость.
- Обеспечение надлежащих условий труда для персонала, например, нагрев приточного воздуха в зимний период, охлаждение (в ряде случаев) в летний период, создание освещенности.
- Обеспечение требований к технологическому процессу (температура при окраске и сушке, относительная влажность воздуха, время растекания)
- Предотвращение распространения вредных веществ (опыла, паров ЛВЖ) по цеховому пространству
- Охрана окружающей среды, улавливание загрязняющих веществ, образующихся при работе.
- Обеспечение безопасности работ за счет включения пассивных и активных защит в конструкцию камеры.

Первые две функции призваны обеспечить высокое качество получаемого ЛКП, снижение время процесса (за счет исключения последующих трудоемких операций полировки)

## Компоненты окрасочно-сушильной камеры
Основными элементами камеры являются:
- Кабина. Она может быть жесткой (каркасной или бескаркасной) или выполненной из полимерных материалов в виде штор. Жесткая кабина включает в себя ворота для загрузки изделий в камеру, сервисные двери, обеспечивающие также эвакуационный выход в аварийных ситуациях. Внутренняя поверхность кабины имеет антибликовое покрытие. Одно из основных требований: используемые материалы должны быть негорючими. Для защиты стен от краски часто используют специальные пленочные либо смываемые покрытия.
- Светильники. К светильникам в окрасочно-сушильной камере предъявляются особые требования. Наряду с низкой пульсацией они должны обеспечивать высокую освещенность рабочей поверхности (не менее 750—1000 лк), высокий коэффициент цветопередачи, давать рассеянный свет, предотвращающий ослепление маляра, иметь взрывозащищенное исполнение.
- Система вентиляции. Включает в себя один или несколько приточных и вытяжных блоков, блок нагрева приточного воздуха, устройства подачи воздуха в рабочее пространство камеры (как правило, это — пленум), устройства вытяжки (приямок с вентиляционными каналами напольными фильтрами и решетками, либо боковой вентиляционный короб (1 или 2), либо торцевая вытяжная стена, системы фильтрации приточного и вытяжного воздуха.
- Инженерная инфраструктура. Включает в себя разводку сжатого воздуха, фильтры сжатого воздуха, электрические кабели, силовые электрические шкафы, пневматические шкафы (при наличии исполнительных механизмов на сжатом воздухе, например, лифтовых площадок для маляров или воздушных заслонок).
- Система управления. Обеспечивает включение / выключение камеры (в том числе аварийное отключение), поддерживает в автоматическом режиме заданные значения параметров технологического процесса, таких как температура воздуха при окраске и сушке, влажность воздуха (при необходимости), время сушки. В памяти системы управления могут храниться предварительно установленные режимы работы оборудования, зависящие от типа используемых лакокрасочных материалов и изделий. Выбор режима осуществляется вручную. Это не исключает возможности задания алгоритма работы оборудования вручную, если предустановленные режимы не удовлетворяют требованиям к технологическому процессу. Также современные системы управления выдают сообщения о различных отклонениях и сбоях в работе оборудования, могут вести архив данных о технологических параметрах и работе оборудования, степени загрязнения фильтров, выдают сообщения о необходимости проведения регламентных или внеочередных работ по техническому обслуживанию оборудования, передавать данные на интерактивную ЖК-панель, удаленный монитор, телефон и пр.
- Система безопасности. Обеспечивает информирование персонала об опасных и вредных факторах при работе, путях эвакуации, проводит контроль параметров безопасности (измерение концентрации паров ЛВЖ в воздухе, перепад давления на фильтрах, работу двигателей вентиляторов), осуществляет мероприятия по предотвращению чрезвычайных ситуаций (подача звукового сигнала при превышении концентрации паров ЛВЖ заданного порогового значения, информирование о загрязнении фильтров, отключение подачи ЛКМ при нештатных ситуациях и пр.), обеспечивает возможность ручного и автоматического останова при угрозе или возникновении чрезвычайной ситуации. Также в соответствии с требованиями нормативных документов (СП 5.13130.2009) окрасочно-сушильные камеры с применением ЛВЖ и ГЖ должны быть оснащены автоматическими установками пожаротушения.

Кроме того, камеры могут оснащаться дополнительными устройствами, такими как пневматические катушки, эстакады, передвижные лифтовые площадки для маляров, элементы транспортных систем и пр.

## Организация воздухообмена
В зависимости от имеющихся производственных условий, в том числе возможность проведения фундаментных работ, типоразмеров и конструкции окрашиваемых изделий, требований к качеству ЛКП в окрасочно-сушильной камере возможны следующие способы обдува изделий:
- полный вертикальный нисходящий поток;
- зонированный вертикальный нисходящий поток;
- продольный диагональный;
- поперечный диагональный;
- вертикальный нисходящий обдув по контуру изделия;
- комбинированный.

Вертикальный нисходящий поток обеспечивает наилучшее качество ЛКП, наилучшие условия труда маляра. Однако этот способ воздухообмена предполагает наибольшую производительность вентиляции и наибольшие энергетические затраты на нагрев и продувку воздуха.
Зонирование подачи воздуха производится в случае окраски длинномерных изделий (например, труб, лопастей ветрогенераторов и пр.), когда окрашивание производится небольшим количеством маляров. В этом случае интенсивный воздухообмен производится на участке проведения работ (например длиной 6 — 8 м). Такое решение позволяет существенно снизить энергопотребление, однако при этом необходим жесткий контроль содержания паров ЛВЖ за пределами основной зоны обдува. При превышении пороговых значений должен включаться режим полного продува камеры.
Диагональная продувка (продольная или поперечная) используется в том случае, если отсутствует возможность проведения фундаментных работ и имеются жесткие пространственные ограничения на размещение камеры. При таком способе воздухообмена существенно увеличивается содержание опыла в воздухе. Однако преимуществом такого способа является снижение производительности вентиляции, количества вентиляционных агрегатов, энергозатрат.
Обдувка по контуру изделия осуществляется при окраске больших изделий сложной конфигурации, например, самолетов, вертолетов с установленными лопастями. Обдув по контуру позволяет оптимизировать состав оборудования и затраты на его обслуживание при сохранении приемлемого качества ЛКП.
Комбинированный способ обдува применяется в том случае, если одним способом не удается обеспечить поток воздуха во всех рабочих зонах. Например, при окраске самолетов и вертикальном обдуве по контуру остаются обширные теневые зоны под крылом. Поэтому в самолетных окрасочно-сушильных камерах дополнительно используются дальнобойные сопла горизонтального обдува, обеспечивающие унос аэрозоля из под крыла.
- Окрасочно-сушильные камеры работают в двух основных режимах: «окраска» и «сушка».
- Режим «окраска» характеризуется интенсивным выделением паров ЛВЖ. При этом в камере работают маляры. Поэтому в этом режиме используется прямоточная схема вентиляции, при которой забор свежего воздуха осуществляется полностью с улицы, а выброс отработанного воздуха — на улицу. Это позволяет обеспечить соблюдение нормативов качества воздуха в зоне дыхания маляра.
- В режиме «сушка» присутствие персонала внутри камеры не предполагается, поэтому используется рециркуляция воздуха с частичным обновлением свежего воздуха. это позволяет экономить энергоресурсы, связанные с нагревом приточного воздуха. Это особенно актуально для камер, в которых сушка производится при повышенных температурах.
- Кроме того, в камерах часто предусматривается режим «продувка» — переходный режим от окраски к сушке, в котором по окончании окраски происходит удаление паров ЛВЖ при комнатной температуре, растекание краски (если это предусмотрено руководством по применению ЛКМ).

## Особенности конструкций окрасочно-сушильных камер
Окрасочно-сушильные камеры отличаются большим конструктивным разнообразием и подразделяются по следующим категориям:
- по климатическому исполнению: уличное или для использования в отапливаемых помещениях;
- по конструктивному исполнению: односекционные или многосекционные (для покраски изделий различных размеров камера используется либо полностью, либо частично), проходные или тупиковые,
- по типу кабины: с постоянным объемом либо трансформируемые (складные, телескопические). Использование трансформируемых камер целесообразно при окраске больших изделий в условиях недостатка рабочего пространства. При этом экономится место перед камерой, необходимое для погрузки изделий на транспортную тележку. Площадь погрузки превышает площадь камеры. Кроме того, сокращается общее время операций за счет того, что отсутствует необходимость перегрузки изделий с кран-балки на транспортную тележку и обратно.
- по способу фильтрации: с сухим способом, либо с гидрофильтрацией.
- по типу крыши: камеры со сплошной, разрезной, раздвижной, распашной крышей. Камеры с разрезной крышей предназначены для использования в составе конвейерных линий.

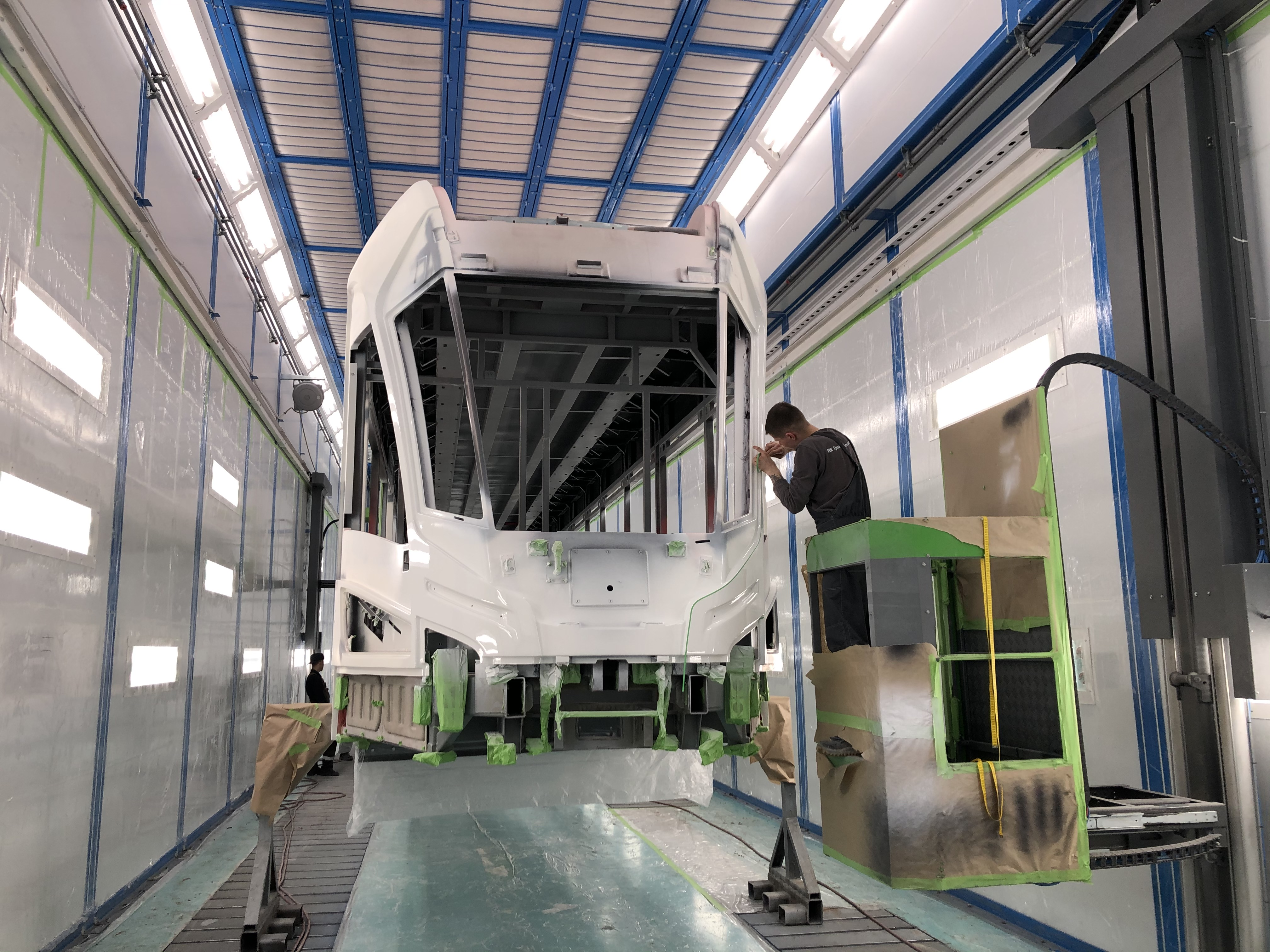
Окрасочно-сушильная камера для окраски трамваев